# Навасота (Тексас)
Навасота (енгл. Navasota) град је у америчкој савезној држави Тексас. По попису становништва из 2010. у њему је живело 7.049 становника.

## Демографија
Према попису становништва из 2010. у граду је живело 7.049 становника, што је 260 (3,8%) становника више него 2000. године.
| Група             | 2000.         | 2010.         |
| Белци             | 2.495 (36,8%) | 2.115 (30,0%) |
| Афроамериканци    | 2.316 (34,1%) | 2.156 (30,6%) |
| Азијати           | 31 (0,5%)     | 25 (0,4%)     |
| Хиспаноамериканци | 1.898 (28,0%) | 2.704 (38,4%) |
| Укупно            | 6.789         | 7.049         |